# G. Grote’sche Verlagsbuchhandlung
Die G. Grote’sche Verlagsbuchhandlung war ein deutscher Verlag.

## Geschichte
Spätestens seit 1658 gab es eine Buchdruckerei des Akademischen Gymnasiums in Hamm in Westfalen. 1785 übernahm sie Heinrich Jacob Grote. Seitdem war sie im Besitz seiner Nachkommen.
Ab 1849 verlegte Carl Müller-Grote (1833–1904) in der Grote’schen Buchhandlung auch Bücher. 1877 verlegte die Grote’sche Verlagsbuchhandlung ihren Sitz nach Berlin. Am 11. Mai 1896 wurde Dr. Gustav Müller-Grote (1867–1949) Verlagsteilhaber, den er seit 1905 führte. Seit 1932 arbeitete sein Sohn Hans-Dietrich Müller-Grote, Urenkel von Carl Müller-Grote, mit und wurde 1935 Teilhaber. Es gab mehrere Abspaltungen, sowie Übernahmen anderer Verlage. 1944 wurde die Verlagstätigkeit eingestellt.
1949 gründete Hans-Dietrich Müller-Grote die G. Grote’sche Verlagsbuchhandlung in Hamm wieder neu.
1957 verlegte er sie  nach Rastatt in Baden. Seit etwa 1965 waren die Verlagsstandorte in Köln und Berlin.
Um 1980 wurde sie von Kohlhammer Verlag übernommen und als Kohlhammer-Grote fortgeführt. Seit 1984 war sie Imprint bei Kohlhammer, wahrscheinlich nur für kurze Zeit.

## Publikationen
Die G. Grote’sche Verlagsbuchhandlung gehörte um 1860/1880 zu den Verlagen mit den meisten Veröffentlichungen im deutschsprachigen Raum. Sie gab illustrierte und nicht illustrierte Klassiker-Ausgaben deutscher Schriftsteller wie Goethe, Schiller, und anderer heraus.  Daneben verlegte sie Werke zeitgenössischer Autoren wie Wilhelm Raabe und Theodor Fontane. Danach gab sie vermehrt Schulbücher und weitere Literatur heraus.